# Father Murphy (album)
Father Murphy è il primo album in studio dell'omonima band italiana, pubblicato nel 2004 per la Madcap Collective.

## Tracce
1. The Trigger
2. Nothing Wrong
3. Liquid Center (Christmas Time)
4. Sunset 11/8
5. Some Guitars Are Hard To Play
6. Rollercoaster
7. American Coffee
8. Warnings (Waves)